# Tilhar
Tilhar (hindi तिलहर) – miasto w północnych Indiach w stanie Uttar Pradesh, na Nizinie Hindustańskiej.
Populacja miasta w 2001 roku wynosiła 52 909 mieszkańców.